# Akkulturation

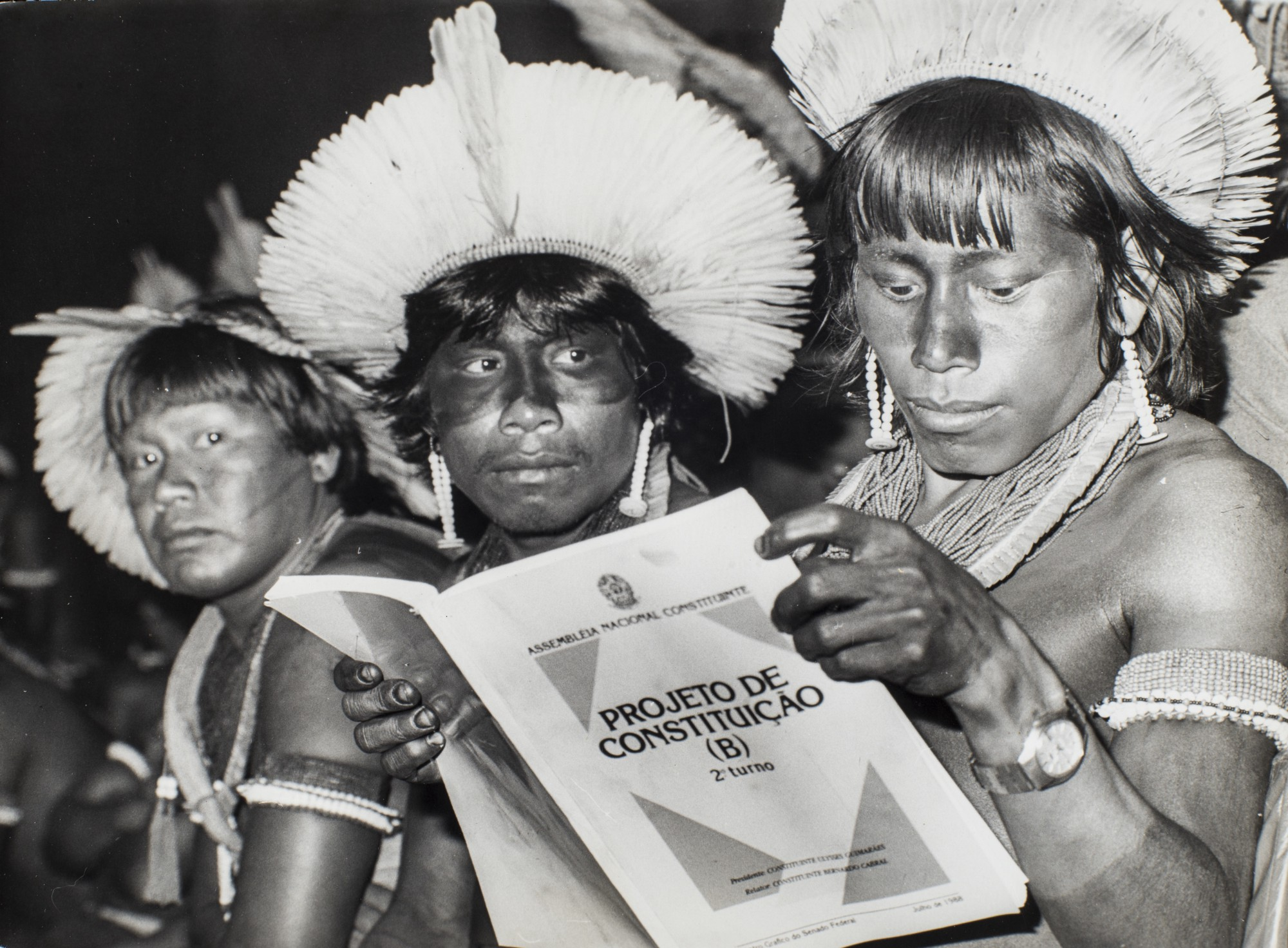
Indigene Kayapos aus Brasilien (1988): Sichtbare Akkulturation.

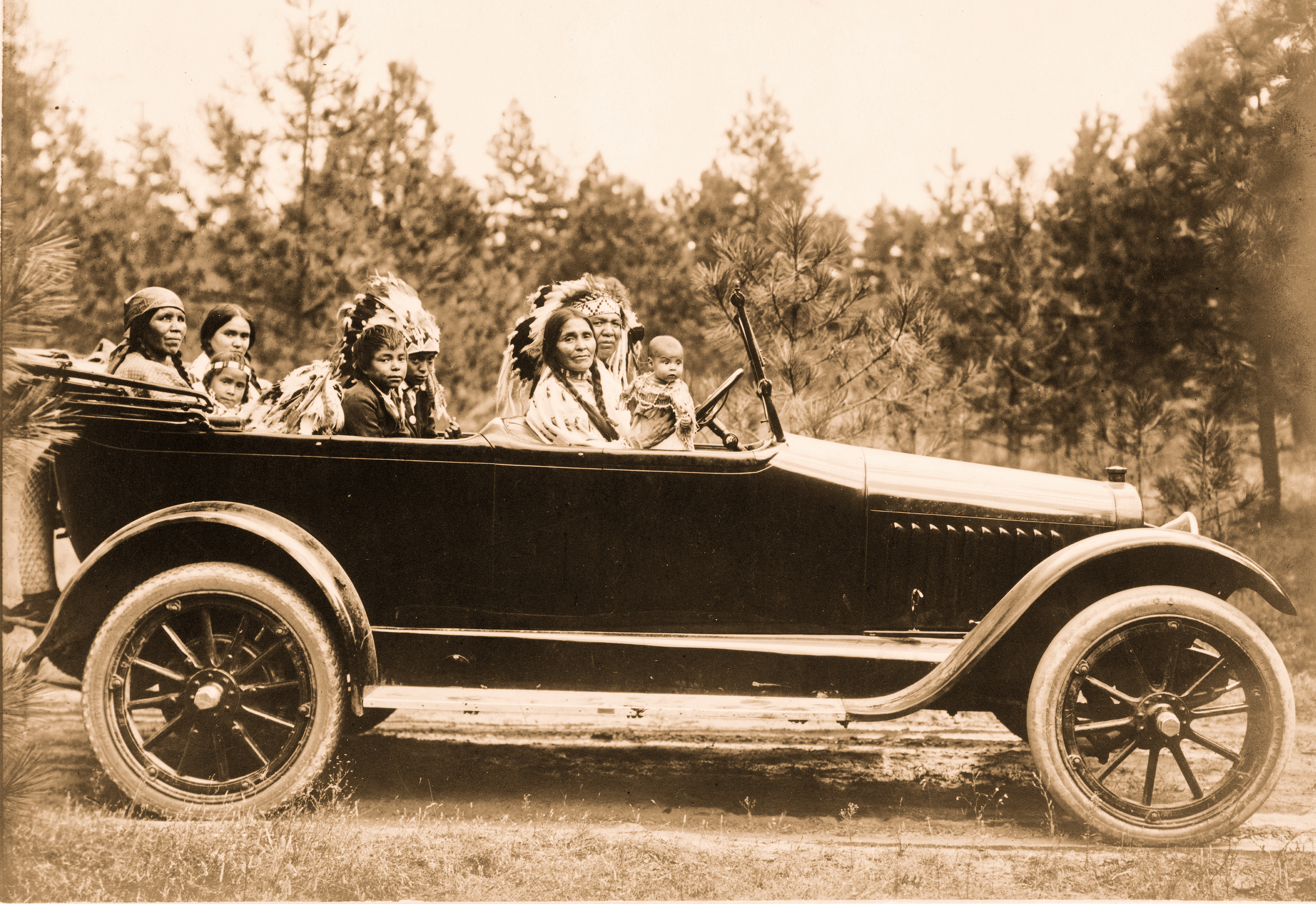
Eine Familie der Schitsu'umsh-Indianer in ihrem Automobil (1916): Bildhafter Ausdruck von Akkulturation. Partielle Akkulturation gab und gibt es unter indigenen Völkern in mannigfacher Form bei sozialen Gruppen und Individuen.

Akkulturation (von lateinisch ad und cultura: „Hinzuführung zu einer Kultur“) bezieht sich als weit gefasster Oberbegriff auf alle Anpassungsprozesse von Personen oder sozialen Gruppen an eine Kultur in Hinsicht auf Wertvorstellungen, Sitten, Brauchtum, Sprache, Religion, Technologie und anderes. Der Begriff wird je nach Fachgebiet unterschiedlich definiert, eine verbindliche Definition gibt es nicht. Im Wesentlichen werden zwei unterschiedliche Begriffsbestimmungen in den Sozialwissenschaften und demgegenüber in Psychologie und Pädagogik verwendet.

## Sozialwissenschaften
Insbesondere in Anthropologie und Ethnologie werden die wechselseitigen Anpassungsprozesse bei der Begegnung zweier unterschiedlicher Kulturen als Akkulturation bezeichnet. Dabei werden fremde geistige oder materielle Kulturgüter übernommen. Dieser Kulturwandel kann sowohl Einzelpersonen als auch ganze Gruppen betreffen.
Der Ethnologe Richard Thurnwald beschrieb die Akkulturation als eine Form des sozialen Lernens. Er betonte dabei die Veränderung von Einstellungen und Verhalten sowie die Prägung der Persönlichkeit.
Akkulturation entsteht einerseits durch ungeregelte, defensive Kontakte, bei denen die Beteiligten vollkommen frei entscheiden, ob sie sich von einem Wandel wirtschaftliche Vorteile oder eine anderweitige Bereicherung versprechen. Es ist eine bewusste Auseinandersetzung mit den Eigenarten des Fremden im Vergleich mit der eigenen Kultur und der Bereitschaft zur Veränderung der eigenen Verhaltensweisen.
Der zweite Weg zur Akkulturation entsteht durch gezielte, offensive Maßnahmen der dominanteren Kultur (häufig mit der Absicht der Integration in das eigene Gesellschafts- und Wirtschaftssystem oder auch der vollständigen Assimilation der dominierten Kultur). Solche Maßnahmen werden mit mehr oder weniger Druck ausgeführt: entweder direkt  durch Gewaltandrohung, Zwangserziehung, Erpressung u. ä. oder indirekt durch freiwillige Bildungsangebote, wirtschaftliche Anreize u. ä. Dabei sind die Vorbehalte oder Widerstände der Dominierten naturgemäß größer als bei der vollkommen freiwilligen Annäherung. In allen großen Imperien kam es zu Akkulturationsprozessen, z. B. zur Romanisierung im Westen des Römischen Reiches, zur Russifizierung Sibiriens, zur Sinisierung in China (Südchina, Tibet, Uiguren in Xinjiang) und zur Europäisierung in den europäischen Kolonien (Idee einer zivilisatorischen Mission Europas).
Intensität, Richtung und Tempo des Akkulturationsprozesses hängen in erster Linie von der Motivation der dominierten Menschen ab: Je aktiver, bewusster und engagierter sie sich eigene Entwicklungsziele stecken, desto schneller, selbstbestimmter – und damit zumeist vorteilhafter – geht der Wandel vonstatten. Je passiver, unbewusster und gleichgültiger sie den Veränderungen gegenüber sind, desto langsamer und fremdbestimmter der Wandel.
Politische Entwicklungsprogramme mit dem Ziel einer gelenkten Akkulturation lokaler Gemeinschaften scheitern häufig sowohl an der vorgenannten Eigendynamik der Dominierten (die entweder zu selbstständig oder zu ablehnend reagieren), als auch an den unkalkulierbaren Einflüssen anderer Akteure mit jeweils eigenen Interessen (Wirtschaftsunternehmen, Missionare, andere Staaten, supranationale Organisationen, Nichtregierungsorganisationen, Ethnologen, Touristen u. v. a.), die den Menschen fast immer diverse Alternativen bieten.
In der öffentlichen Debatte wird die Akkulturation von „Stammesvölkern“ überwiegend mit negativen Begleiterscheinungen in Verbindung gebracht: kulturelle Entwurzelung und Zerfall der Gemeinschaften mit Apathie und Resignation, Werteverfall, Kriminalität, Generationenkonflikte, Alkoholismus, Drogenkonsum, Diskriminierung, wirtschaftliche Abhängigkeit uvm. Je größer die kulturellen Unterschiede und je aggressiver der Druck der dominanten Kultur, desto größer ist das Risiko für solch negative Entwicklungen.
Entscheidend für das Ausmaß der Akkulturation ist schlussendlich die Dauer und Intensität des Kontaktes. Eroberung und Kolonialismus sind dabei die extremsten Formen.

### Formen der Akkulturation (Migrationsforschung)

Die vier Formen der Akkulturation (nach Berry)

John W. Berry betrachtet als Akkulturation den Anpassungsprozess von Migranten auf individueller oder auf Gruppenebene, die sich in einer anderen Kultur niederlassen als derjenigen, in der sie geboren wurden. Er unterscheidet vier Strategien bzw. Formen der Akkulturation, je nachdem, ob die Zuwanderer bzw. ihre Gruppe die eigene Kultur beibehalten will/soll oder nicht und ob irgendeine Form des Kontaktes zwischen Zuwanderern und Aufnahmegesellschaft bestehen soll oder nicht. Die Akkulturationsstrategien werden nicht immer frei gewählt, sondern sind auch ein Resultat von Umständen der Migration, der Zuwanderergruppe und der Aufnahmegesellschaft.
- Segregation oder Separation: Beibehaltung der eigenen Kultur ohne Kontakt zur Aufnahmegesellschaft. Die Minderheit strebt eine weitgehende kulturelle Isolation an und lehnt die dominante Kultur ab oder wird von dieser abgelehnt.
- Integration: Beibehaltung von Elementen der eigenen Kultur mit Kontakt zur Aufnahmegesellschaft. Beide Gruppen streben nach Multikulturalität. Gegebenenfalls findet ebenfalls eine Beeinflussung der Aufnahmegesellschaft statt.
- Assimilation: Aufgabe der eigenen Kultur mit Kontakt zur Mehrheit. Der Prozess führt zur Verschmelzung mit der dominanten Kultur.
- Marginalisierung, auch Exklusion: Aufgabe der eigenen Kultur ohne Kontakt zur Mehrheit. Diese Form folgt häufig auf eine kulturelle oder ethnische Entwurzelung.

### Sozialpsychologie
Ein ausgefeiltes Modell von Akkulturation hat der deutsch-amerikanische Sozialpsychologe Erik Erikson 1950 in seinem Buch Childhood and Society (Kindheit und Gesellschaft New York 1957) vorgelegt. Auch anhand eigener Feldforschung bei zwei US-Indianerstämmen entwickelte er ein aus acht Phasen bestehendes, Stufenmodell der psychosozialen Entwicklung, das die gesamte Lebensspanne umfasst. Schlüsselbegriffe dieses Konzeptes sind „Ich-Identität“ bzw. – bei misslungener Identitätsbildung – „Identitätsdiffusion“.

### Psychologische Folgen
Die Phase der Akkulturation kann für die Psyche belastend sein. Kalervo Oberg spricht von Kulturschock, John W. Berry von Akkulturationsstress (accultrative stress). Der Psychiater Wielant Machleidt hält den Stress nach erfolgter Migration für „seelisch extrem belastend und massiv unterschätzt“. Es komme durch die Migration zu einer Identitätskrise, die desto tiefgreifender sei, je fremder der Kulturraum ist. Zugleich fallen der Freundeskreis, die Arbeit und teils auch die Familie fort. Für ihn ist die Migration nach der Geburt („Geburt als Individuum“) und der Adoleszenz („Geburt als Erwachsener“) eine weitere Phase der Individuation („kulturelle Adoleszenz“ oder „Geburt als Weltbürger“). Die eigene Identität und das eigene Wertegefüge stehen dabei in Frage; es müsse neu ausgelotet werden, was das „Eigene“ und was das „Fremde“ ist.
Die Persönlichkeitsentwicklung, die dabei in Gang gesetzt wird, könne als eine Art Pubertät veranschaulicht werden. Ähnlich wie in der Pubertät komme es zu „großen Gefühlen und Affekten“ und „Omnipotenzphantasien“ ebenso wie zu „Schmerzen bei der Trennung von den psychischen und sozialen Räumen der Kindheit bzw. der Heimat“ und zu existenziellen Ängsten vor dem Scheitern. Dabei entstehe auch eine Verletzlichkeit – vor allem dann, wenn Diskriminierung, soziale Ausschließung und Isolation erlebt werden, könne sich eine chronisch erhöhte Stressbelastung ergeben. Die Phase der Akkulturation mündet ggf. in einen breiten Erfahrungshorizont bzw. in eine „Weltläufigkeit“ im Sinne einer mehrkulturellen Orientierung.

## Psychologie und Pädagogik
In Psychologie und Pädagogik versteht man unter Akkulturation das Hineinwachsen einer Person in ihr eigenes kulturelles Umfeld durch Erziehung. In der Regel bezieht sich der Begriff auf Heranwachsende in der Phase der Adoleszenz. Enkulturation bezeichnet hingegen die unbewusste ungesteuerte Sozialisation, besonders vor der Phase der Adoleszenz bei Heranwachsenden, z. B. bei Neugeborenen, Kleinkindern und Kindern.

### Erziehung und Akkulturation
Die Akkulturation aus psychologischer Sicht vollzieht sich überwiegend durch Erziehung und teilweise auch durch ungeplantes Lernen. Die Erziehung in Familie oder Schule dient mitunter dazu, Heranwachsende mit den Regeln und Traditionen der eigenen Kultur vertraut zu machen, aber auch die Art der Erziehung wird unter diesem Kulturprozess gefasst. Jedes Kind und jeder Jugendliche macht immer auch Erfahrungen, z. B. in Gruppen Gleichaltriger, die sich den von Erwachsenen geplanten Erziehungsprozessen entziehen.
Am Ende einer gelungenen Akkulturation ist der junge Mensch mit der eigenen Kultur vertraut, kennt ihre ungeschriebenen Gesetze und ist „gesellschaftsfähig“, sprich erwachsen.

### Akkulturation und Alkoholkonsum von Jugendlichen
In einer 2016 erschienenen repräsentativen Studie bei 15-jährigen Jugendlichen mit familiärer Migrationsgeschichte in Deutschland zeigte sich, dass diejenigen, die die Wertvorstellungen ihrer Herkunftskultur beibehielten, mit einer geringeren Häufigkeit Rauschtrinken betrieben. Demgegenüber war die Wahrscheinlichkeit für regelmäßige Erfahrungen mit übermäßigem Alkoholkonsum bei den Jugendlichen höher, die stark zu einer Assimilation mit der deutschen Kultur tendierten. Auch bei Jugendlichen, deren Eltern eine starke Bindung zu den Traditionen des Herkunftslandes aufwiesen, war das Risiko für Rauschtrinken geringer.